# Arvid Wretlind
Arvid Wretlind, född 28 januari 1919 i Avesta, död 26 augusti 2002, var en svensk medicinsk forskare.
Wretlind disputerade 1949 och blev samma år docent vid Karolinska institutet. Han var 1962–1970 professor i födoämneshygien vid Folkhälsoinstitutet, universitetslektor 1970–1975 i näringslära vid Karolinska institutet och 1975–1977 professor i medicinsk näringslära vid Karolinska institutet.
Wretlind invaldes 1964 som ledamot av Kungliga Ingenjörsvetenskapsakademien. Han tilldelades 1979 akademiens stora guldmedalj.
Med hustrun Astrid Lindewall hade han dottern Sophie Ekman.

### Fotnoter
1. ↑  GRANTS AND AWARDS PROGRAM FACT SHEET (på engelska), läs online, läst: 14 januari 2013.[källa från Wikidata]